# Vertiente Artiguista
La Vertiente Artiguista es un sector político del Frente Amplio de Uruguay, liderado por José Bayardi, Enrique Rubio, Eduardo Brenta, Amanda della Ventura y Edgardo Ortuño. La agrupación se identifica con la lista 77.

## Orígenes
La Vertiente Artiguista tiene como antecedente inmediato la IDI (Izquierda Democrática Independiente), nacida de cara a las elecciones nacionales de 1984 que marcaran el final del dictadura cívico-militar. En las elecciones nacionales de 1989 compareció por primera vez con el nombre de Vertiente Artiguista, incorporando a nuevos grupos como Artiguismo y Unidad, sector escindido del PDC.
Muchos de sus dirigentes fueron militantes de los Grupos de Acción Unificadora (GAU), movimiento de posturas radicales fundador del Frente Amplio. En la declaración constitutiva del Frente Amplio del 5 de febrero de 1971 aparecen representando a Grupos de Acción Unificadora Héctor Rodríguez, Carlos Fasano, Martín Ponce de León, José Arocena, Fernando Manta y Enrique Rubio.
Uno de sus referentes históricos es, precisamente, Héctor Rodríguez, dirigente sindical proveniente del sector textil, además de Pedro Seré, abogado asesor de Líber Seregni.

## Actuación en el gobierno
Como Mariano Arana se desempeñó durante diez años como intendente de Montevideo, hubo varios cuadros de la Vertiente Artiguista ocupando a su vez cargos de relevancia en la administración municipal. También fue senador, exministro de MVOTMA y edil junto a Adriana Barros, en la Junta Departamental de Montevideo, 
El 1° de febrero de 2009 la Directiva Nacional de la Vertiente Artiguista decidió apoyar la candidatura presidencial de Marcos Carámbula de cara a las elecciones internas del Frente Amplio del 28 de junio de 2009.
En la actualidad su presidente es José Bayardi, diputado y ex ministro de Defensa Nacional. Otras figuras destacadas son Eduardo Brenta exministro de Trabajo y Seguridad Social; Enrique Rubio, senador y exdirector de la Oficina de Planeamiento y Presupuesto, Daoiz Uriarte, exvicepresidente de la empresa estatal Obras Sanitarias del Estado y Martín Ponce de León, exdiputado y expresidente de OSE.

## Ideología
Proclama ser "una organización política democrática, pluralista y participativa, abierta a todos los uruguayos que interpretando los contenidos ideológicos del artiguismo, deseen nuclearse responsablemente para aportar su esfuerzo desinteresado y solidario al crecimiento y consolidación del Frente Amplio y su actual marco de alianzas el Encuentro Progresista, como promotores de los cambios que el país necesita en beneficio de su gente, con la prevención de que los más infelices sean los más privilegiados. La tarea de construir un país más justo y solidario implica mayores niveles de participación y organización popular."
La esencia de la Vertiente Artiguista se sintetiza en la frase "una nueva manera de hacer política". Varios politólogos la consideran una puerta de entrada de votantes procedentes de otros partidos ubicados más hacia el centro del espectro político.

## Historial electoral y parlamentario
Del 15 de febrero de 2010 al 14 de febrero de 2015, la VA cuenta con una banca en el Senado ocupada por Enrique Rubio y una en la Cámara de Representantes, ocupada por José Bayardi.
Durante el gobierno de José Mujica, la Vertiente Artiguista contó con un ministro en el gabinete: Eduardo Brenta, titular de la cartera de Trabajo y Seguridad Social. También pertenece a este sector el subsecretario del Ministerio de Industria, Energía y Minería, Edgardo Ortuño.
Presidentes: José Bayardi, Eleonora Bianchi, Arq. Mariano Arana, Prof. Enrique Rubio, Dr. Daoiz Uriarte. Luego de un período en que la presidencia de la Vertiente Artiguista fue ejercida por un triunvirato compuesto por Adriana Barros, Diego Pastorín y Óscar Terzaghi, en noviembre de 2022 se eligió como Presidente a José Bayardi .
De cara a las elecciones parlamentarias de octubre de 2019, la Vertiente presentó una lista al Senado encabezada por Enrique Rubio. La lista tuvo un gran éxito electoral, obteniendo dos bancas al senado que ocupan Enrique Rubio y Amanda della Ventura durante el período 15 de febrero de 2020 - 14 de febrero de 2025.
Para a las elecciones internas (primarias) de Uruguay de 2024, la Vertiente presenta una lista encabezada por Edgardo Ortuño y Amanda della Ventura.